# Álvaro Guerrero
Álvaro Guerrero (Mexico-Stad, 26 maart 1949), is een Mexicaanse acteur, vooral bekend om zijn rol als "Daniel" in de film Amores perros uit 2000. Zijn filmdebuut was als jezuïet in de dramaserie The Mission van Warner Bros. uit 1986.